# Vellozia decidua
Vellozia decidua är en enhjärtbladig växtart som beskrevs av Lyman Bradford Smith och Edward Solomon Ayensu. Vellozia decidua ingår i släktet Vellozia och familjen Velloziaceae. Inga underarter finns listade.